# Női ugrásgyakorlat a 2008. évi nyári olimpiai játékokon
A 2008. évi nyári olimpiai játékokon a torna női ugrásgyakorlat versenyszámának selejtezőjét augusztus 10-én míg döntőjét augusztus 17-én rendezték.

## Eredmények
Az eredmények pontban értendők. A rövidítések jelentése a következő:
- Q: továbbjutás helyezés alapján
- R: tartalék versenyző

### Selejtező
A selejtező első nyolc helyezettje jutott a döntőbe.
| H   | Név                          | Nemzet                 | első ugrás | első ugrás | első ugrás | első ugrás | második ugrás | második ugrás | második ugrás | második ugrás | Össz   | Mj |
| H   | Név                          | Nemzet                 | A          | B          | bünt       | Össz       | A             | B             | bünt          | Össz          | Össz   | Mj |
| --- | ---------------------------- | ---------------------- | ---------- | ---------- | ---------- | ---------- | ------------- | ------------- | ------------- | ------------- | ------ | -- |
| 1.  | Cseng Fej                    | Kína (CHN)             | 6,500      | 9,650      |            | 16,150     | 6,500         | 9,175         |               | 15,675        | 15,912 | Q  |
| 2.  | Hong Undzsong                | Észak-Korea (PRK)      | 6,500      | 9,150      |            | 15,650     | 6,500         | 9,300         |               | 15,800        | 15,725 | Q  |
| 3.  | Alicia Sacramone             | Egyesült Államok (USA) | 6,300      | 9,550      |            | 15,850     | 5,800         | 9,600         |               | 15,400        | 15,625 | Q  |
| 4.  | Oksana Chusovitina           | Németország (GER)      | 6,300      | 9,500      |            | 15,800     | 5,700         | 9,550         |               | 15,250        | 15,525 | Q  |
| 5.  | Anna Pavlova                 | Oroszország (RUS)      | 5,800      | 9,550      |            | 15,350     | 5,600         | 9,600         |               | 15,200        | 15,275 | Q  |
| 6.  | Carlotta Giovannini          | Olaszország (ITA)      | 5,800      | 9,300      |            | 15,100     | 5,900         | 9,275         |               | 15,175        | 15,137 | Q  |
| 7.  | Jade Barbosa                 | Brazília (BRA)         | 5,800      | 9,400      | -0,100     | 15,100     | 5,600         | 9,400         |               | 15,000        | 15,050 | Q  |
| 8.  | Ariella Kaeslin              | Svájc (SUI)            | 6,300      | 8,925      |            | 15,225     | 5,500         | 9,225         |               | 14,725        | 14,975 | Q  |
| 9.  | Anasztaszija Maracskovszkaja | Fehéroroszország (BLR) | 5,800      | 9,475      |            | 15,275     | 5,000         | 9,300         |               | 14,300        | 14,787 | R  |
| 10. | Nansy Damianova              | Kanada (CAN)           | 5,500      | 9,200      |            | 14,700     | 4,400         | 9,025         |               | 13,425        | 14,062 | R  |
| 11. | Maricela Cantú               | Mexikó (MEX)           | 5,000      | 9,175      |            | 14,175     | 4,600         | 9,075         |               | 13,675        | 13,925 | R  |
| 12. | Böczögő Dorina               | Magyarország (HUN)     | 5,000      | 8,375      |            | 13,375     | 5,500         | 8,950         |               | 14,450        | 13,912 |    |
| 13. | Jelena Zanevskaja            | Litvánia (LTU)         | 4,800      | 9,075      |            | 13,875     | 4,600         | 8,900         |               | 13,500        | 13,687 |    |
| 14. | Tina Erceg                   | Horvátország (CRO)     | 4,800      | 8,850      |            | 13,650     | 4,800         | 8,725         |               | 13,525        | 13,587 |    |

### Döntő
| H     | Név                 | Nemzet                 | első ugrás | első ugrás | első ugrás | első ugrás | második ugrás | második ugrás | második ugrás | második ugrás | Össz   | Mj |
| H     | Név                 | Nemzet                 | A          | B          | bünt       | Össz       | A             | B             | bünt          | Össz          | Össz   | Mj |
| ----- | ------------------- | ---------------------- | ---------- | ---------- | ---------- | ---------- | ------------- | ------------- | ------------- | ------------- | ------ | -- |
| Arany | Hong Undzsong       | Észak-Korea (PRK)      | 6,500      | 9,350      | -0,300     | 15,550     | 6,500         | 9,250         |               | 15,750        | 15,650 |    |
| Ezüst | Oksana Chusovitina  | Németország (GER)      | 6,300      | 9,425      |            | 15,725     | 6,000         | 9,425         |               | 15,425        | 15,575 |    |
| Bronz | Cseng Fej           | Kína (CHN)             | 6,500      | 9,575      |            | 16,075     | 6,500         | 8,550         |               | 15,050        | 15,562 |    |
| 4.    | Alicia Sacramone    | Egyesült Államok (USA) | 6,300      | 9,450      |            | 15,750     | 5,800         | 9,525         |               | 15,325        | 15,537 |    |
| 5.    | Ariella Kaeslin     | Svájc (SUI)            | 6,300      | 9,100      |            | 15,400     | 5,500         | 9,200         |               | 14,700        | 15,050 |    |
| 6.    | Carlotta Giovannini | Olaszország (ITA)      | 5,800      | 9,225      | -0,100     | 14,925     | 5,900         | 8,275         |               | 14,175        | 14,550 |    |
| 7.    | Jade Barbosa        | Brazília (BRA)         | 5,800      | 8,925      |            | 14,725     | 5,600         | 8,650         |               | 14,250        | 14,487 |    |
| 8.    | Anna Pavlova        | Oroszország (RUS)      | 6,500      | 9,125      |            | 15,625     | 0,000         | 0,000         |               | 00,000        | 7,812  |    |